# Tahar Manaï
Pour les articles homonymes, voir Manaï.
Tahar Manaï, né le 30 juillet 1988 à Sousse, est un alpiniste de nationalités tunisienne et française. Il est le 1er alpiniste tunisien et le 1er sapeur pompier français à avoir gravi le sommet de l’Everest le 13 mai 2016.

## Biographie
Tahar Manaï est originaire du village de Ouardanine dans le sahel tunisien. Réfugié en France avec sa famille. Il pratique l'athlétisme, le trail, la randonnée, l'escalade et l'alpinisme. 
Son père est un ancien opposant au régime dictatorial de Ben Ali et militant pour les droits humains et la démocratie qui fut expert international auprès de l'ONU et Président de l'institut tunisien des relations internationales. 
Tahar Manaï devient jeune sapeur-pompier (JSP) à l'âge de 14 ans puis sapeur-pompier volontaire en 2006 et finit par intégrer les rangs du Service départemental d'incendie et de secours de l'Essonne en 2009 en qualité de sapeur-pompier professionnel[réf. nécessaire].
Coaché par Vincent Luneau (champion d’Ironman) et Frédéric Hurlin (coach sportif spécialisé en hypoxie), Tahar Manaï alterne ses séances de préparation entre la région parisienne, la station de ski des Saisies (Alpes) et la région Rhône-Alpes[réf. nécessaire].
Pour se préparer à affronter les altitudes de l'Himalaya, il gravit le 17 décembre 2014 le sommet de l'Aconcagua, plus haute montagne d'Amérique du Sud et qui culmine à 6 962 mètres. 
Survivant du séisme de magnitude 7,8 qui a frappé le Népal en 2015, lors de sa première tentative sur le « toit du monde »,, il fait partie des alpinistes pris dans l’avalanche, du camp de base de l'Everest. Tahar Manaï reprend le chemin de l’entrainement dès l'été 2015. Il atteint finalement le sommet de l’Everest le 13 mai 2016 à 10 h 31, heure locale. 
Il reçoit la médaille de la ville de Massy – commune où il travaille en tant que pompier professionnel depuis 2009 – le 7 janvier 2017 des mains du sénateur-maire Vincent Delahaye.

## Ascensions
- 2014 : Mont Blanc
- 2014 : Aconcagua[3]
- 2015 : Everest (expédition avortée)[10], Elbrouz[11]
- 2016 : Everest[12],[8],[1].
- 2019 : Mont Blanc Espoir Haut Sommet

## Filmographie
- 2016 : L’Ascension, film de Ludovic Bernard
- 2023 : Everest Invaders, documentaire de Jean-Michel Jorda